# Парабель (село)
Парабе́ль (рос. Парабель) — село, центр Парабельського району Томської області, Росія. Адміністративний центр Парабельського сільського поселення.

## Населення
Населення — 6096 осіб (2010; 6209 у 2002).
Національний склад (станом на 2002 рік):
- росіяни — 92 %